# Elmir Alimzhanov
Elmir Eldarovich Alimzhanov (en russe : Эльмир Эльдарович Алимжанов), né le 5 octobre 1986 à Alma-Ata, est un épéiste kazakh droitier. Il a représenté son pays lors des Jeux olympiques de 2008 et s'est classé 11e en individuel pour ceux de 2012.

## Biographie
Son meilleur résultat en championnat du monde est une 8e place aux championnats du monde 2011 à Catane.
Il a suivi des études de finances à l'université des Affaires internationales d'Almaty.

## Palmarès

### Sénior
- Championnats du monde  d'escrime
  -  Médaille de bronze aux championnats du monde d'escrime 2025 à Tbilissi
- Championnats d'Asie
  -  Médaille d'or en individuel aux Championnats d'Asie 2013 à Shanghai
  -  Médaille d'or par équipes aux championnats d'Asie d'escrime 2024 à Koweït
  -  Médaille d'argent en individuel aux Championnats d'Asie 2008 à Bangkok
  -  Médaille d'argent en individuel aux Championnats d'Asie 2011 à Séoul
  -  Médaille d'argent en individuel aux Championnats d'Asie 2012 à Wakayama
  -  Médaille d'argent par équipes aux Championnats d'Asie 2012 à Wakayama
  -  Médaille d'argent par équipes aux Championnats d'Asie 2018 à Bangkok
  -  Médaille d'argent par équipes aux championnats d'Asie d'escrime 2023 à Wuxi
  -  Médaille d'argent par équipes aux championnats d'Asie d'escrime 2025 à Bali
  -  Médaille de bronze par équipes aux Championnats d'Asie 2010 à Séoul
  -  Médaille de bronze en individuel aux Championnats d'Asie 2015 à Singapour
  -  Médaille de bronze en individuel aux Championnats d'Asie 2016 à Wuxi

- Jeux asiatiques
  -  Médaille d'argent par équipes aux Jeux asiatiques de 2010 à Canton
  -  Médaille de bronze par équipes aux Jeux asiatiques de 2014 à Incheon
  -  Médaille de bronze par équipes aux Jeux asiatiques de 2018 à Jakarta

### Junior
- Championnats du monde
  -  Médaille d'or par équipes aux championnats du monde 2006